# Битва при Нагасино
Битва при Нагасино (яп. 長篠の戦い (ながしののたたかい) нагасино-но татакай), также битва при Нагасино–Ситарагахара (яп. 長篠・設楽ヶ原の戦い (ながしの・したらがはらのたたかい) нагасино・шитарагахара-но татакай), реже битва при Ситарагахара (яп. 設楽ヶ原の戦い (したらがはらのたたかい) шитарагахара-но татакай) — сражение, состоявшееся в 1575 году вблизи замка Нагасино на равнине Ситарагахара, где союзные силы Оды Нобунаги и Токугавы Иэясу полностью разбили армию Такэды Кацуёри. Это было одно из известнейших сражений в японской военной истории, победа в котором была достигнута благодаря массовому применению огнестрельного оружия. Битва при Нагасино изменила традиционные методы ведения войны в средневековой Японии.

## Предыстория
Битва при Нагасино стала результатом десятилетнего противостояния между родами Ода и Такэда. В 1565 году войска Оды Нобунаги и Такэды Сингэна впервые сошлись в восточных землях провинции Мино (современная префектура Гифу), засвидетельствовав несовместимость интересов друг друга. Поскольку для Такэды расширение территории в данном направлении не было приоритетным, он уладил конфликт, заключив с Одой союз.
Однако в 1570 году с образованием коалиции против Оды Нобунаги ситуация изменилась. Её лидер, сёгун Асикага Ёсиаки, обратился к Такэде Сингэну с предложением уничтожить Оду. Получив повод к войне, Такэда разорвал союз с Нобунагой и в 1572 году двинулся к столице во главе 25-тысячного войска. В начале 1573 года в битве при Микатагахаре армия Сингэна разбила союзные войска Токугавы Иэясу и Оды Нобунаги, однако в мае того же года из-за внезапной смерти своего главнокомандующего прекратила наступление и вернулась домой.

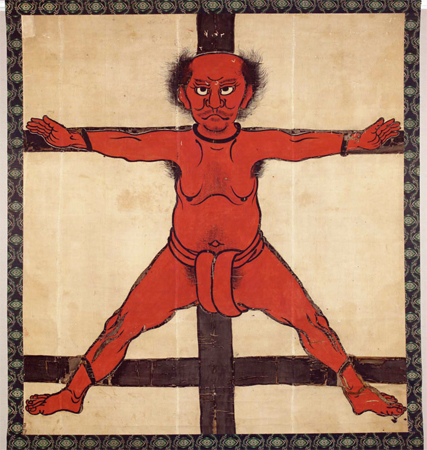
Распятие Тории Сунъэмона

Хотя анти-нобунагская коалиция распалась с ликвидацией сёгуната Муромати в 1573 году, новый глава рода Такэда, Такэда Кацуёри, решил довести до конца дело своего покойного отца и захватить столицу Киото. В 1574 году он развернул активные действия в землях Оды и Токугавы, которые граничили с его владениями. В феврале Такэда захватил замок Акэти на востоке провинции Мино, а в июне — труднодоступную горную крепость Такатэндзин в восточной части провинции Тотоми. Эти операции были осуществлены настолько молниеносно, что его противники не успевали оказывать противодействие.
В мае 1575 года, владея наступательной инициативой, 15-тысячная армия Такэды Кацуёри вторглась в провинцию Микава, владение Токугавы Иэясу, и осадила замок Нагасино. Его гарнизон в 500 воинов под командованием Окудайры Нобумасы удержал крепость. Но через месяц, когда запасы провизии подошли к концу, комендант послал к сюзерену Токугаве гонца, Тории Сунъэмона, с просьбой послать помощь.
Между тем Токугава Иэясу не мог самостоятельно противостоять силам Такэды и потому обратился за подкреплением к Оде Нобунаге. В начале июня 30-тысячное войско последнего прибыло в провинцию Микава и соединилось с 5-тысячной армией Токугавы Иэясу. Силы союзников заняли позиции в местности Ситарагахара, вдоль мелководной реки Рэнгогава, в 3 километрах западнее замка Нагасино. Узнав о подходе большого войска противника во главе с Одой Нобунагой, командиры рода Такэда посоветовали своему главнокомандующему отступить из-под вражеского замка и занять оборонительную позицию. Однако молодой и нетерпеливый Такэда Кацуёри решил дать врагу открытый бой. Оставив для осады Нагасино 2 тыс. воинов, он вывел свою 13-тысячную армию к равнине Ситарагахара.
Между тем, по приказу Оды Нобунаги войска союзников укрепили свои позиции. Перед рекой Рэнгогава были вырыты неглубокие рвы, на краю которых возвели негустой заградительный частокол в несколько рядов, который служил защитой для пехоты от атак кавалерии. За ним разместились 3 тыс. аркебузиров. В промежутках между рядами частокола были расставлены отряды копьеносцев для прикрытия стрелков. За линией с частоколами солдаты Нобунаги срыли склоны холмов, превратив их в обрывы, на вершине которых разместились лучники и основные части союзников.
Некоторые опытные генералы Такэды, увидев, что враг фактически возвёл хорошо укреплённый «замок» на противоположном берегу реки, убеждали Кацуёри не атаковать его. Их пугало большое количество аркебузиров, которые, находясь за частоколом, были недосягаемыми для элитной конницы Такэды и могли нанести ей значительный ущерб. Однако Кацуёри не прислушался к этим советам, полностью полагаясь на своё войско, которое по тогдашним стандартам считалось лучшим во всей Японии. Уверенности в собственных силах ему добавляло также то, что события происходили во время сезона дождей, из-за чего, по его мнению, враги вряд ли могли бы использовать фитильное огнестрельное оружие.

## Битва

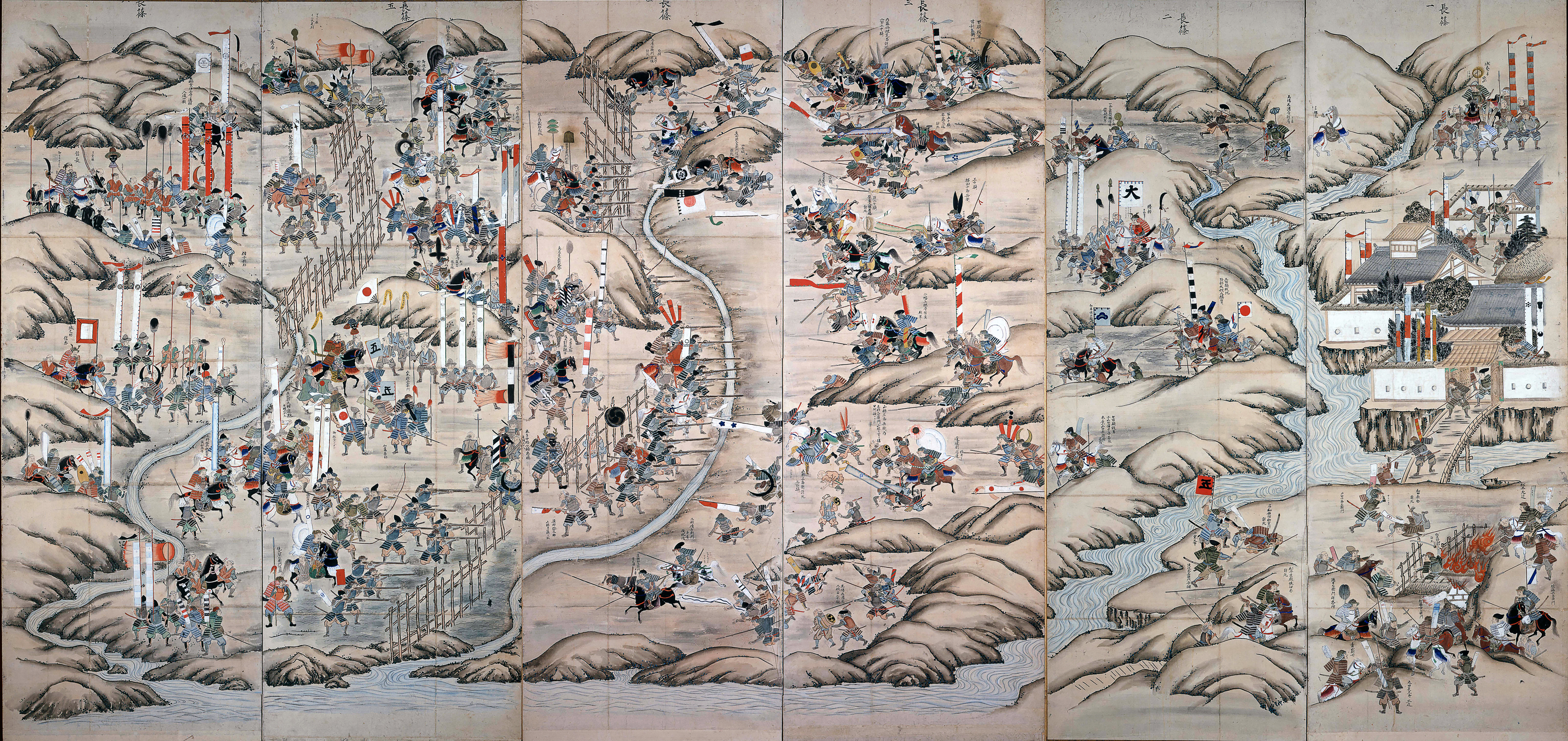
Аркебузиры Оды и Токугавы обстреливают войска Такеды. Ширма XVII—XVIII века «Битва при Нагасино», музей «Осакский замок».

28 июня 1575 года Ода Нобунага отослал отряд из 500 аркебузиров в тыл врага для удара по тем частям, которые держали в осаде замок Нагасино. Ночью с 28 на 29 июня этот отряд внезапно атаковал двухтысячное подразделение воинов Такэды и разбил его. Узнав об этом, Такэда Кацуёри решил немедленно штурмовать позиции союзников Оды и Токугавы.
29 июня 1575 года в шесть часов утра начался бой между основными силами. Элитная «красная» конница Такэды атаковала части Токугавы, в расчёте на быстрый прорыв его рядов, но её штурм захлебнулся под шквальным огнем аркебузиров противника, которые вели непрерывный огонь. Несмотря на сезон дождей, в момент сражения дождя не было, что позволило союзникам полностью проявить боевые качества ружей. В канун битвы проинструктированный португальскими иезуитами Ода Нобунага приказал аркебузирам выстроиться в три шеренги по всему фронту и стрелять поочередно, сменяя одну шеренгу другой. Такая тактика позволила Нобунаге впервые в Японии обеспечить плотный обстрел, что предрешило исход всей битвы.
Под градом пуль аркебуз передовые подразделения Такэды были полностью уничтожены. Ни один из солдат не прорвался через заграждения.
Увидев, что фронтальная атака желаемых результатов не дала, Такэда Кацуёри приказал остальным кавалерийским подразделениям зайти в тыл противника с флангов, а пехоте — отвлекать противника наступлением с фронта. Однако и этот план оказался безуспешным. На правом фланге конница Такэды преодолела реку Рэнгогава и прорвала первый ряд частокола, однако была сразу же отбита копьеносцами и аркебузирами Нобунаги. На левом фланге наступающим удалось пробиться к третьему ряду частокола и ворваться в штаб Иэясу, но на этом штурм захлебнулся после гибели всех атакующих. Наступление пехоты также не имело смысла — под шквальным огнём аркебуз воины Такэды не могли прорвать оборону противника и массово гибли, образуя горы трупов.
Потеряв треть своего войска, Такэда решил прекратить штурм и дал приказ отступать. Этим воспользовались воины Нобунаги и Токугавы, которые вышли из-за частокола и всеми силами ударили по врагу. Атака союзников вызвала смятение в войсках Такэды, и отступающие начали убегать. Во время погони конница Нобунаги уничтожила ещё треть армии противника.
Бой закончился решительной победой союзников. Кацуёри потерял две трети своего войска. Среди них были 54 выдающихся генерала, которые воевали ещё под началом его отца, Такэды Сингэна, а также сотни командиров среднего и низшего ранга. Потери Нобунаги и Токугавы составляли меньше 6 тыс. человек.

## Последствия

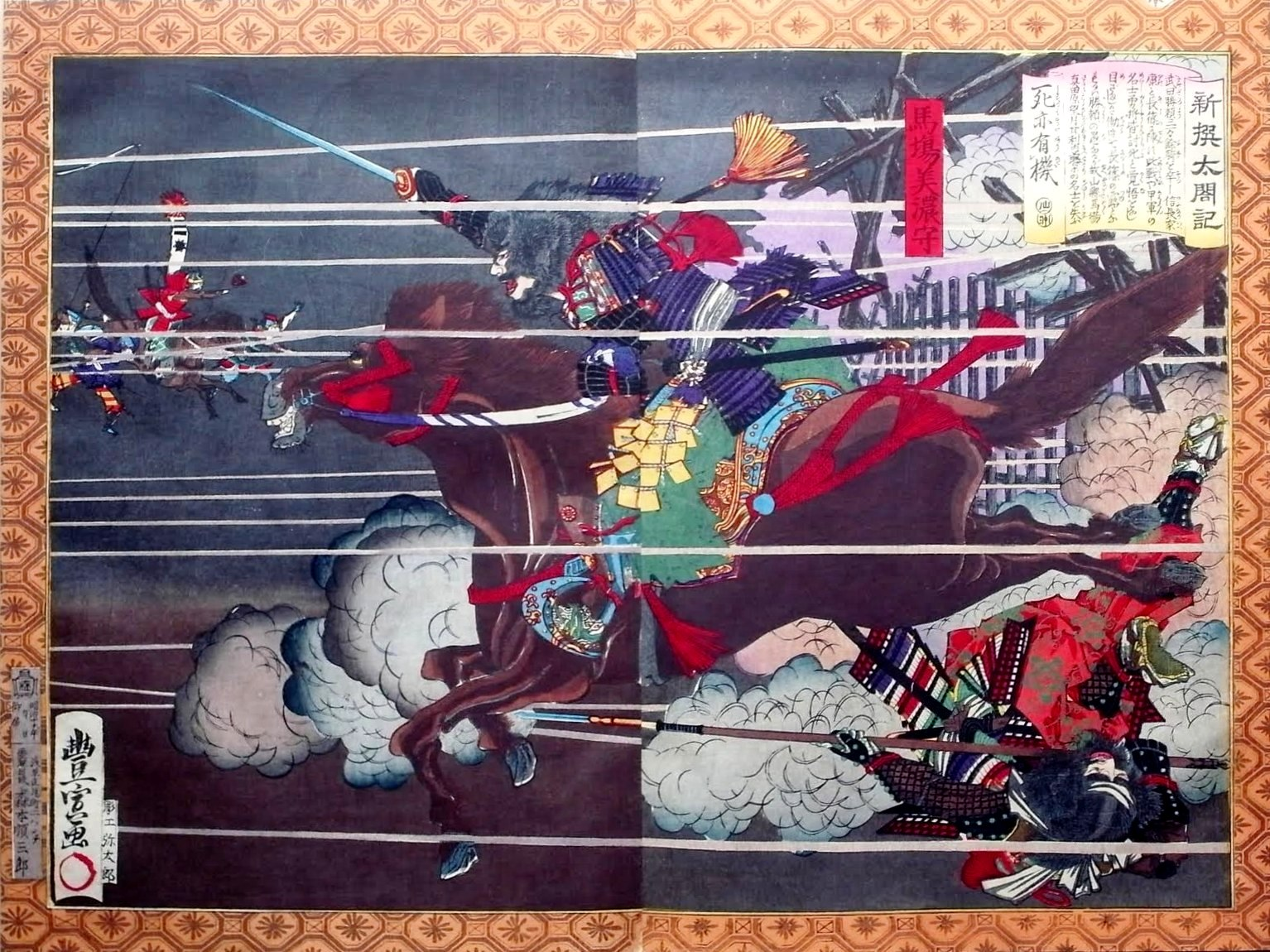
Смерть Бабы Нобухару — одного из двадцати четырёх генералов Такэды Сингэна

Победа аркебузиров Оды Нобунаги и Токугавы Иэясу над одной из лучших армий средневековой Японии — армией рода Такэда — продемонстрировала преимущество новейшего огнестрельного оружия над старыми способами ведения войны, основанными в основном на использовании холодного оружия. Ружья использовались в самурайских битвах и раньше, но их роль традиционно недооценивалась — они были лишь второстепенным оружием. Массовое применение аркебуз в битве при Нагасино продемонстрировало их убийственную силу и стало толчком к реформированию всех тогдашних японских армий. После 1575 года каждый провинциальный правитель создал в своём войске многочисленное подразделение аркебузиров, а каждая следующая битва начиналась с ружейной перестрелки между враждующими сторонами. К середине XVII века аркебуза наряду с луком считалась лучшим оружием самураев. Её боевые качества теперь ценились значительно выше копья или меча.
Битва при Нагасино стала последней большой битвой для рода Такэда, поражение в которой вызвало его быстрый упадок. Лишившись большого количества солдат и талантливых командиров, глава рода, Такэда Кацуёри, потерял опору в собственных владениях. С 1575 по 1581 годы ему изменили немало вассалов, которые переметнулись на сторону соседей, — родов Уэсуги, Го-Ходзё, Ода и Токугава. В конце концов в начале 1582 года союзные силы Оды Нобунаги и Токугавы Иэясу начали крупномасштабную наступательную кампанию против Такэды и за несколько месяцев положили конец существованию этого рода. Перед лицом полного поражения 3 апреля 1582 года Кацуёри совершил сэппуку вместе с жёнами и детьми.